# Hendon Aerodrome

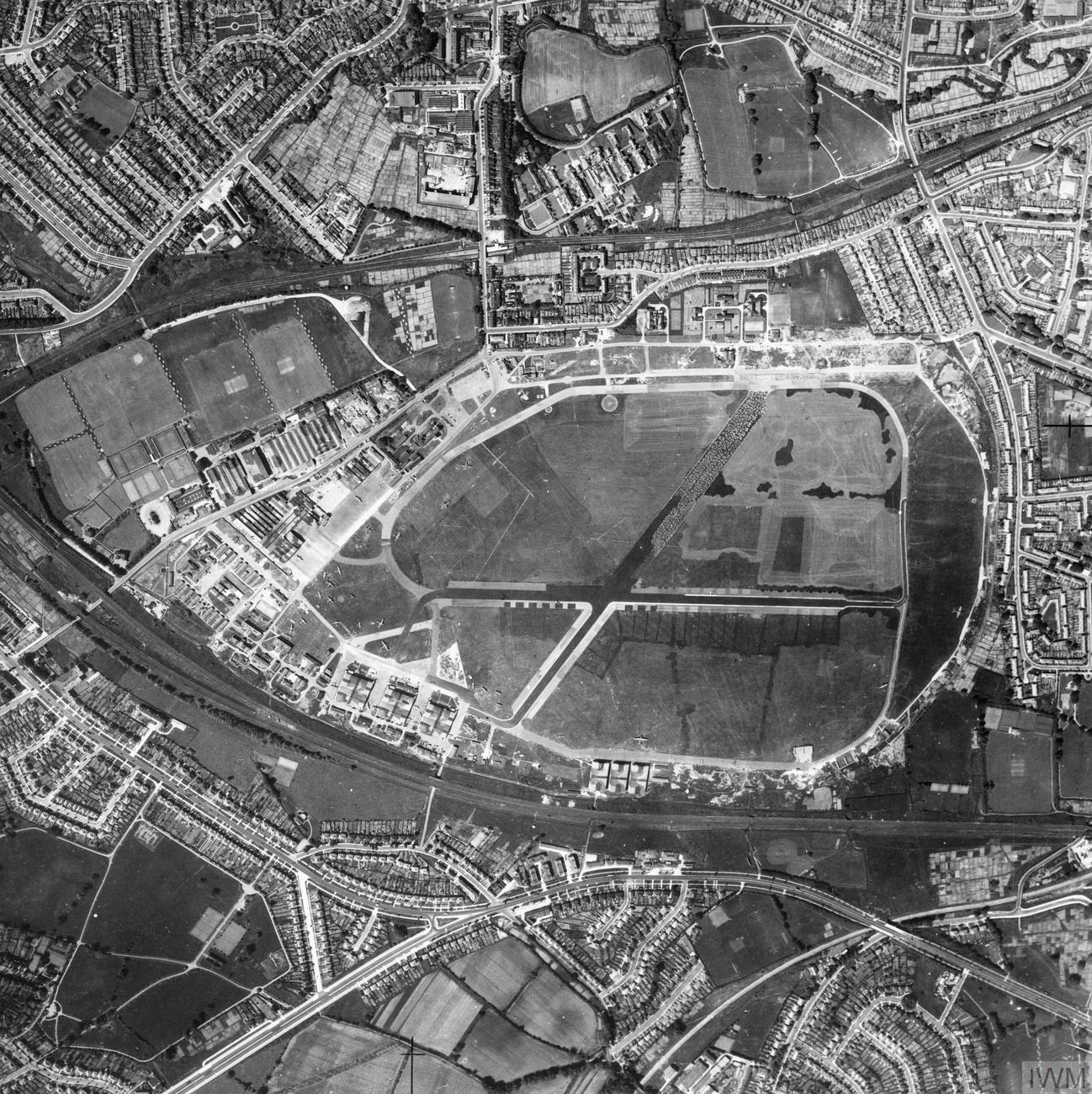
Flygfoto, omkring 1941–1942

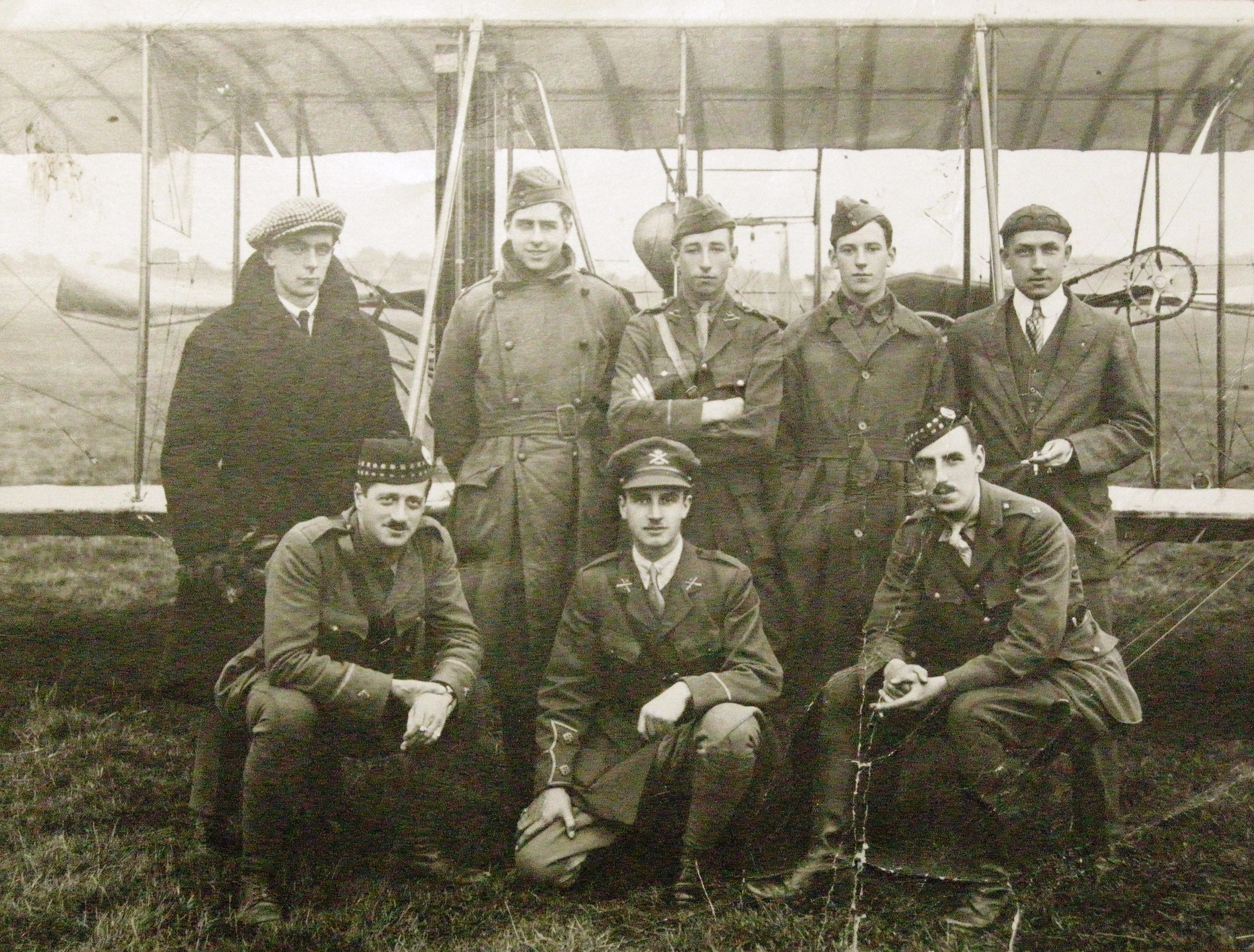
Läraren George Beatty (längst till höger) med kollega och sex elever för Royal Flying Corps i Hendon i augusti 1916

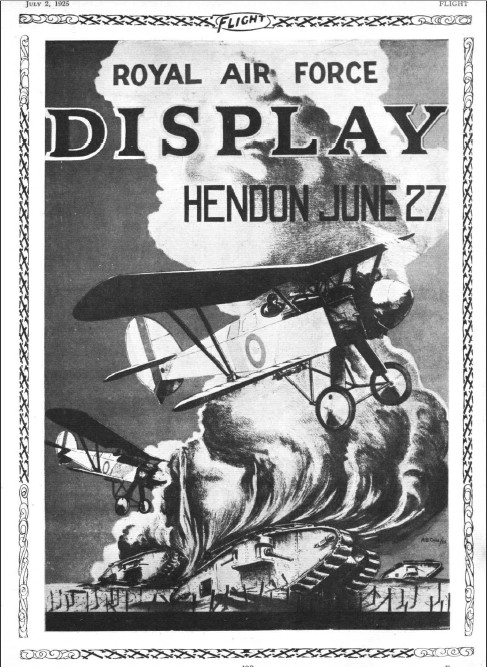
Affisch för "RAF Display" i Hendon 1925

Hendon Aerodrome var ett flygfält i Colindale i London i Storbritannien, som var i bruk mellan 1908 och 1968.
Hendon Aerodrome är känt som en plats för tidiga experiment inom flyget, såsom den första postflygningen, det första fallskärmshoppet från en flygmaskin och den första nattflygningen. Claude Grahame-White grundade företaget Grahame-White Aviation Company, som köpte ett drygt 0,81 kvadratkilometer markområde i Colindale och omvandlade det till ett för dåtiden modernt flygfält. De första som använde det var Horatio Barbers Aeronautical Syndicate Ltd och "Blériots flygskola". Mellan den 9 och den 16 september 1911 genomfördes de första officiella postflygningarna mellan Hendon och Windsor som en del av kröningsfestligheterna för Georg V av Storbritannien.
År 1914 grundade också den amerikanske flygpionjären George Beatty  en flygskola i samarbete med Handley Page Ltd. I november 1916 övertog krigsministeriet flygskolorna. Efter första världskriget hade Royal Air Force sitt första evenemang "RAF Pageant" på  Hendon 1920, vilket sedan blev ett återkommande evenemang, från 1925 kallat  "Royal Air Force Display" och 1938 "Empire Air Day".
Under första världskriget tillverkades många flygplan på Hendon Aerodrome av Grahame-White Aviation. Flygministeriet tog över flygfältet 1922, vilket ledde till en utdragen konflikt med Claude Grahame-White. Hendon Aerodrome användes en kort tid militärt under Slaget om Storbritannien, men under större delen av andra världskriget huvudsakligen som bas för transportflyg. Efter andra världskriget ansågs Hendon Aerodrome efter hand allt mer olämpligt som flygfält med sina korta landningsbanor och placering i tättbebyggt område. Den sista flygverksamheten, Metropolitan Communication Squadron, lämnade Hendon i november 1957.
Hendon inrymmer i dag Royal Air Force Museum London, Londondelen av Royal Air Force Museum.